# 赵元 (唐朝)
赵元（?—?），字贞固，唐朝河间人。
赵元祖父趙掞，号通儒，在隋朝，与同郡刘焯都被召至京师，补黎阳县长，迁居汲县。
赵元年轻时负大志才略，喜欢辩论。来游洛阳，士人争相拜访，造谢之人都是缙绅之选。武后称制，不能容纳高名的赵元，调任他为宜禄县尉。他到职后，不是公事不开口说话，弹琴种药，好像隐士的操行。陈子昂交友，与陆余庆、王无竞、房融、崔泰之、卢藏用、赵元最厚。赵元伤感自己位不配才，四十九岁去世。其友魏元忠、孟诜、宋之问、崔璩等人共同为他定谥昭夷先生。陈子昂之子陈光，与赵元之子赵少微相友善，都以文名著称。